# Taybat al-Imam
Taybat al-Imam (tiếng Ả Rập: طيبة الإمام, cũng đánh vần Tayyibat al-Imam hoặc Taibet el-Imam) là một thị trấn ở miền bắc Syria, một phần hành chính của Tỉnh Hama, nằm cách Hama 18 km về phía tây bắc. Các địa phương lân cận bao gồm Halfaya và Mhardeh ở phía tây, Lataminah ở phía tây bắc, Mork ở phía bắc, Suran ở phía đông, Maar Shahhur ở phía đông nam, Qamhana ở phía nam và Khitab ở phía tây nam. Theo Cục Thống kê Trung ương Syria (CBS), Taybat al-Imam có dân số 24.105 trong cuộc điều tra dân số năm 2004. Cư dân của nó chủ yếu là người Hồi giáo Sunni.

## Nhà thờ các Thánh Tử đạo

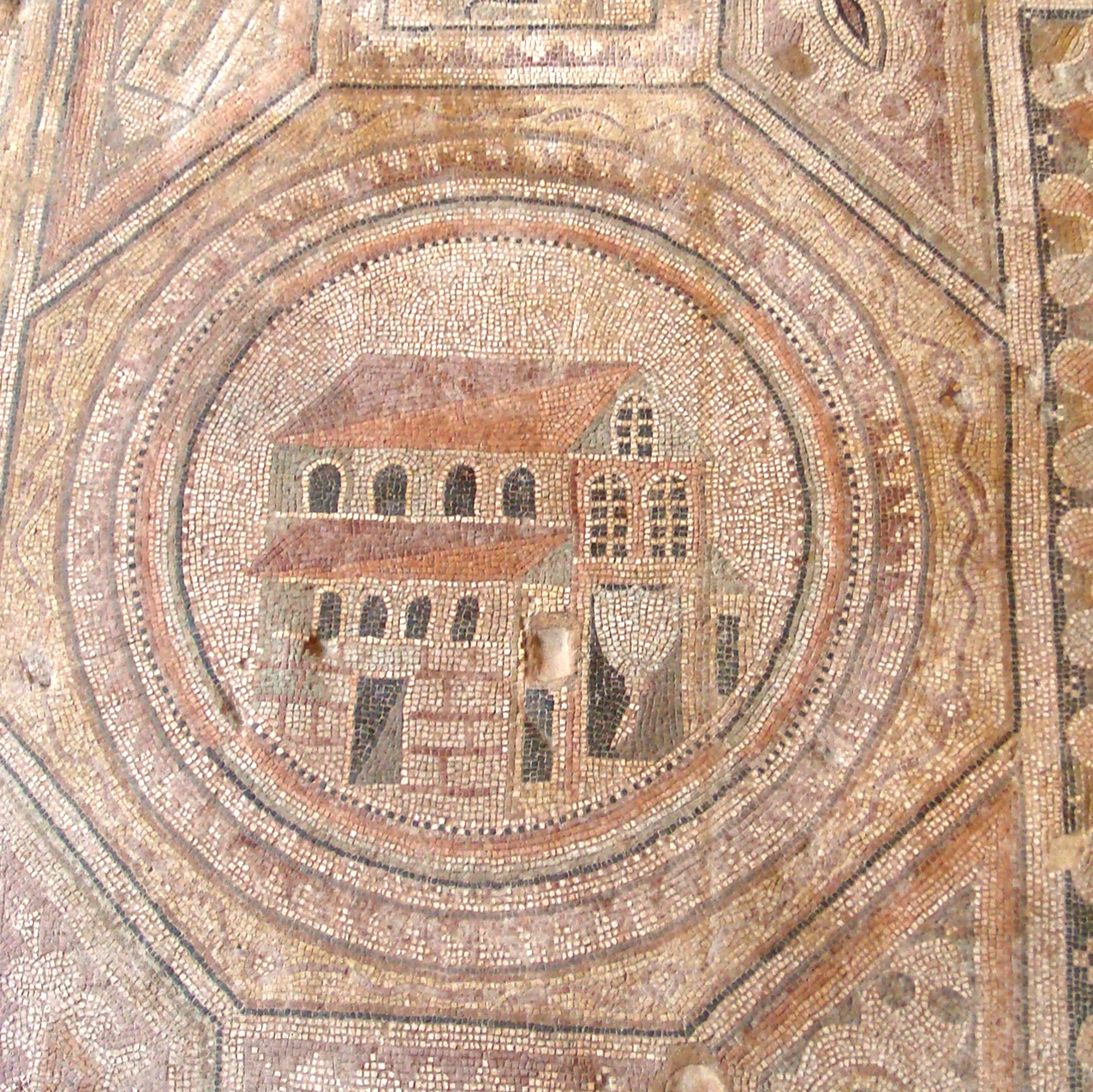
Chi tiết khảm Taybat Al Imam

Taybat al-Imam chứa Nhà thờ Liệt sĩ Byzantine -era có từ năm thứ 4 sau Công nguyên. Nhà thờ, hiện là một bảo tàng ở trung tâm thị trấn, bao gồm ba hải quân và chứa một bức tranh khảm lớn bao phủ toàn bộ tầng của tòa nhà. Bức tranh được vô tình phát hiện vào năm 1985 trong quá trình xây dựng đường trong thị trấn. Giữa năm đó và 1987, nó đã được khai quật bởi Viện Khảo cổ Franciscan có trụ sở tại Jordan. Bức tranh được ghi nhận cho cả kích thước của nó và mô tả của 20 loại công trình khác nhau, bao gồm các cấu trúc tôn giáo và dân sự. Những hình ảnh khác được mô tả bao gồm cảnh Thiên đường, sông Tigris và Euphrates, nhà thờ Jerusalem và Bethlehem, vương cung thánh đường Simeon Stylites và tháp đôi Qalb Lozeh, cả hai địa điểm ở phía bắc Syria gần Aleppo.

## Nội chiến Syria
Là một phần của cuộc nội chiến Syria đang diễn ra, Taybat al-Imam là nơi xảy ra các cuộc đụng độ dữ dội giữa Quân đội Syria Tự do nổi dậy và các lực lượng vũ trang của chính phủ vào tháng 12 năm 2012. Các cuộc đụng độ là một phần của cuộc nổi dậy tấn công vào Tỉnh Hama. Vào tháng 8 năm 2016, phiến quân quản lý để chiếm lại thành phố. Vào ngày 20 tháng 4 năm 2017, Quân đội Syria đã chiếm lại thành phố từ phiến quân thánh chiến.